# Plessé
Plessé est une commune de l'Ouest de la France située dans le département de la Loire-Atlantique, en région Pays de la Loire.

## Géographie
La commune, qui s’étend sur près de 10 400 hectares (104 km2), c'est-à-dire la superficie de Paris, est la centième commune française par la superficie et la quatrième de la Loire-Atlantique.

### Situation
Plessé est situé à 20 km au sud-est de Redon, à 40 km au nord-ouest de Nantes et 40 km au nord-est de Saint-Nazaire. 
Les communes limitrophes sont : Avessac, Fégréac (au nord-ouest), Guenrouet (au sud-ouest), Le Gâvre (à l'est) et Guémené-Penfao (au nord). Plessé jouxte la forêt du Gâvre par le côté ouest de celle-ci. 

### Hydrographie et relief
La commune est bordée au sud-ouest par l'Isac (affluent de la Vilaine faisant partie du canal de Nantes à Brest), qui constitue sa limite avec Guenrouet. Elle est arrosée par deux ruisseaux affluents de l'Isac, le ruisseau de Beaumont et le ruisseau de Rozay (formé par la réunion du ruisseau de Larré et du ruisseau de Basse Marée).
La partie nord de la commune est arrosée par des affluents du Don, autre affluent de la Vilaine. Il existe quelques étangs, notamment l'étang de Buhel au sud du bourg de Plessé.
Le point culminant de la commune a une altitude de 66 m. 
La partie sud de la commune a des altitude moins élevées : on relève des points hauts à 32 m à Carheil, à 18 m à Catel Roc, entre 10 et 20 m autour du ruisseau du Rozay, qui se jette dans l'Isac à une altitude de moins de 5 m.

### Climat
Pour des articles plus généraux, voir Climat des Pays de la Loire et Climat de la Loire-Atlantique.
En 2010, le climat de la commune est de type climat océanique franc, selon une étude du CNRS s'appuyant sur une série de données couvrant la période 1971-2000. En 2020, Météo-France publie une typologie des climats de la France métropolitaine dans laquelle la commune est exposée à un climat océanique et est dans la région climatique  Bretagne orientale et méridionale, Pays nantais, Vendée, caractérisée par une faible pluviométrie en été et une bonne insolation. 
Pour la période 1971-2000, la température annuelle moyenne est de 12 °C, avec une amplitude thermique annuelle de 13,2 °C. Le cumul annuel moyen de précipitations est de 796 mm, avec 12,1 jours de précipitations en janvier et 6,2 jours en juillet. Pour la période 1991-2020, la température moyenne annuelle observée sur la station météorologique de Météo-France la plus proche, sur la commune de Blain à 12 km à vol d'oiseau, est de 12,1 °C et le cumul annuel moyen de précipitations est de 837,6 mm,. Pour l'avenir, les paramètres climatiques de la commune estimés pour 2050 selon différents scénarios d'émission de gaz à effet de serre sont consultables sur un site dédié publié par Météo-France en novembre 2022.

## Urbanisme
Cette commune a la particularité de comporter trois bourgs : Plessé, Le Coudray et Le Dresny. 

### Typologie
Au 1er janvier 2024, Plessé est catégorisée commune rurale à habitat dispersé, selon la nouvelle grille communale de densité à sept niveaux définie par l'Insee en 2022.
Elle est située hors unité urbaine et hors attraction des villes,.

### Occupation des sols
L'occupation des sols de la commune, telle qu'elle ressort de la base de données européenne d’occupation biophysique des sols Corine Land Cover (CLC), est marquée par l'importance des territoires agricoles (83,7 % en 2018), en diminution par rapport à 1990 (86,6 %). La répartition détaillée en 2018 est la suivante : 
zones agricoles hétérogènes (40,1 %), terres arables (32 %), forêts (12,2 %), prairies (11,6 %), zones urbanisées (2,5 %), milieux à végétation arbustive et/ou herbacée (0,8 %), zones humides intérieures (0,8 %). L'évolution de l’occupation des sols de la commune et de ses infrastructures peut être observée sur les différentes représentations cartographiques du territoire : la carte de Cassini (XVIIIe siècle), la carte d'état-major (1820-1866) et les cartes ou photos aériennes de l'IGN pour la période actuelle (1950 à aujourd'hui).

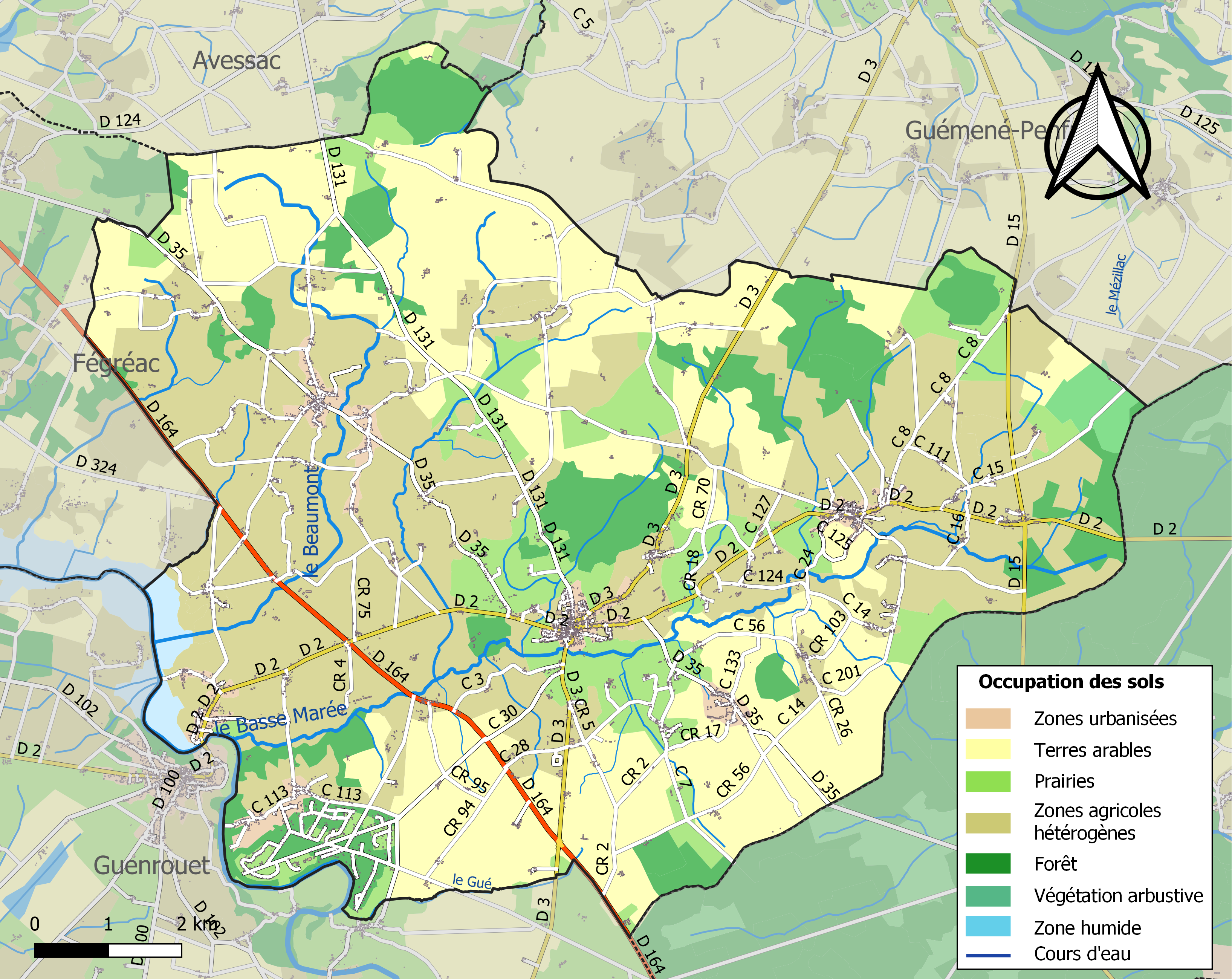
Carte des infrastructures et de l'occupation des sols de la commune en 2018 (CLC).

## Toponymie
Le nom de la localité est mentionné sous différentes formes, en latin ou en langue d'oïl : Plebe que dicitur Sei en 854, Castellum quod dicitur Sei en 903, Ploissiaco en 1062, Plesseit au XIIIe siècle, Plexiacum en 1267, Pleusse et Plusse en 1254, Plesse en 1287, Plesseyacum [?] en 1371,,.
Malgré les apparences, Plessé est un toponyme breton, dont le premier élément Ples- (*Plé-) représente le vieux breton ploev, pluev > moyen breton ploe qui signifie « paroisse »,. Ce terme breton, lui-même issu du mot latin plebs, plebis, est commun dans la toponymie bretonne comme premier élément de toponyme et est toujours associé à un autre élément, sous diverses formes, dont Ples-, Plé-, mais aussi Plou-, Plo-, Plu-, Pleu-. 
Les noms de deux lieux-dits proches, Lancé (à moins de 5 km à vol d'oiseau) et Tressé (à moins de 8 km à vol d'oiseau), confortent cette hypothèse : il faut sans doute y reconnaître d'anciens *Lan-sei et *Tré-sei, dont le second élément -sé est le même que pour Plessé et dont les premiers éléments s'expliquent respectivement par les termes vieux breton lan (« lieu consacré ») et tref (« habitation, village »), qui a d'ailleurs donné trève en français.
Ce second élément -sé pourrait être, soit un nom de lieu antérieur, soit un anthroponyme, peut-être l'anthroponyme d'origine germanique Sigo,. « Plessé » signifierait alors « la paroisse de Sei ».
Plusieurs formes latinisées comportent, en contradiction avec la forme la plus ancienne, le suffixe -(i)acum qui explique la majorité des finales en -é dans l'ouest de la France et qui ont permis à Albert Dauzat de formuler une hypothèse fondée sur le réemploi d'un nom de lieu antérieur, à savoir un type *Siacum, Ernest Nègre rejette implicitement ces formes en -(i)acum et ne se fonde que sur la forme la plus ancienne Sei. En effet, -(i)acum a difficilement pu aboutir à -ei de manière aussi précoce que le IXe siècle. En outre, -(i)acum aurait dû se perpétuer sous la forme -ac qui est la terminaison la plus usuelle dans les environs.
En gallo, la langue d'oïl locale, le nom de Plessé est Plléssë selon l'écriture ABCD, Piéssë ou Piésseu selon l'écriture MOGA, deux graphies qui transcrivent deux variantes collectées : [pjesə] ou [pjesœ].
En breton, son nom est Plesei.

## Histoire

### Préhistoire et Antiquité
Une occupation est attestée dès la Préhistoire (Néolithique), comme le montrent le menhir de Pierre-Folle ainsi que des bracelets et des haches de l’âge de bronze trouvés lors de fouilles archéologiques[réf. nécessaire]. 
À l'époque gallo-romaine, la voie romaine menant de Vannes (Dorioritum) à Nantes (Condevincum) par Blain passe sur le territoire de la commune de Plessé.

### Moyen Âge
Au cours du haut Moyen Âge, des populations bretonnes s'installent sur le territoire de Plessé et laissent une trace durable dans la toponymie locale : Jean-Yves Le Moing estime qu'environ 24 % des toponymes de Plessé sont d'origine bretonne. Selon Erwan Vallerie, Plessé se situe dans une ancienne zone de bilinguisme breton-roman, dans laquelle la langue bretonne aurait cessé d'être employée au cours des X° et XI° siècles.
La formule Plebs que dicitur Sei, présente en 854 dans le cartulaire de Redon, indique qu'il s'agit d'une paroisse primitive bretonne[réf. nécessaire]. 
L'existence d'une fortification éponyme (Sejo castro, castello nomine Seio) est attestée par deux chartes datant du règne d'Alain le Grand.
En 1225, le duc Pierre Ier crée la ville franche du Gâvre et délimite la forêt ducale qui lui est liée. Mais l'église du Gâvre est placée dans la dépendance de la paroisse de Plessé ; c'est seulement au XVIIIe siècle que Le Gâvre deviendra une paroisse de plein droit.
Au début du XIVe siècle, Arthur II fait construire une aumônerie à Rozay.
Pendant la guerre de Cent Ans (1337-1451), le territoire est dévasté successivement par les Français et les Anglais.

### Époque moderne
À l'époque des guerres de Religion, Plessé est sous la domination de la famille de Rohan (par exemple Jean II de Rohan est entre autres seigneur de Fresnay en Plessé), qui habitent Blain. La paroisse devient un refuge pour les protestants, les Rohan étant une des grandes familles protestantes du royaume de France, et les protestants y sont assez nombreux lorsque Henri IV promulgue l'édit de Nantes en 1598.
En 1670, des missionnaires y sont envoyés par l’évêque de Nantes, afin de susciter des conversions au catholicisme.[réf. nécessaire]

### Période de la Révolution française
En janvier 1790, l'Assemblée nationale constituante crée les communes et les départements. Les paroisses de Plessé, du Coudray et du Dresny forment la commune de Plessé, dans le département de la Loire-Inférieure.
Pendant la Révolution, les bois de la commune servent de refuge à des prêtres réfractaires. Sous la première République (à partir de septembre 1792), la guerre de Vendée touche le secteur, notamment lorsque des rescapés du désastre de l'armée vendéenne à Savenay (23 décembre 1793) cherchent refuge dans ces bois. Par la suite, Plessé fait partie des communes participant à la Chouannerie.

### XXesiècle
Le monument aux morts de la Première Guerre mondiale a été placé dans le cimetière communal (47° 32′ 23″ N, 1° 53′ 16″ O) (il a ensuite été utilisé pour les morts de la Seconde Guerre mondiale).
À la fin de la Seconde Guerre mondiale, les résistants autonomistes du groupe Liberté, qui agit surtout dans la Brière et à Saint-Nazaire, ont une base à Plessé en 1944-1945. En liaison avec le commandant Verliac, ils contribuent à la formation du bataillon de la poche de Saint-Nazaire, dernière région de France libérée, le 11 mai 1945.

## Population et société

### Démographie
Selon le classement établi par l'Insee, Plessé fait partie de l'aire urbaine et de la zone d'emploi de Nantes et du bassin de vie de Guémené-Penfao. Elle n'est intégrée dans aucune unité urbaine. Toujours selon l'Insee, en 2010, la répartition de la population sur le territoire de la commune était considérée comme « peu dense » : 85 % des habitants résidaient dans des zones « peu denses »  et 15 % dans des zones « très peu denses ».

#### Évolution démographique
L'évolution du nombre d'habitants est connue à travers les recensements de la population effectués dans la commune depuis 1793. Pour les communes de moins de 10 000 habitants, une enquête de recensement portant sur toute la population est réalisée tous les cinq ans, les populations de référence des années intermédiaires étant quant à elles estimées par interpolation ou extrapolation. Pour la commune, le premier recensement exhaustif entrant dans le cadre du nouveau dispositif a été réalisé en 2004.

En 2022, la commune comptait 5 281 habitants, en évolution de +0,76 % par rapport à 2016 (Loire-Atlantique : +6,68 %, France hors Mayotte : +2,11 %).
| 1793  | 1800  | 1806  | 1821  | 1831  | 1836  | 1841  | 1846  | 1851  |
| ----- | ----- | ----- | ----- | ----- | ----- | ----- | ----- | ----- |
| 2 642 | 2 635 | 2 954 | 3 048 | 3 652 | 3 504 | 3 406 | 4 011 | 4 435 |

| 1856  | 1861  | 1866  | 1872  | 1876  | 1881  | 1886  | 1891  | 1896  |
| ----- | ----- | ----- | ----- | ----- | ----- | ----- | ----- | ----- |
| 4 539 | 4 856 | 5 126 | 5 405 | 5 154 | 5 161 | 5 366 | 5 529 | 5 452 |

| 1901  | 1906  | 1911  | 1921  | 1926  | 1931  | 1936  | 1946  | 1954  |
| ----- | ----- | ----- | ----- | ----- | ----- | ----- | ----- | ----- |
| 5 436 | 5 478 | 5 429 | 5 232 | 5 053 | 4 565 | 4 264 | 4 062 | 3 881 |

| 1962  | 1968  | 1975  | 1982  | 1990  | 1999  | 2004  | 2006  | 2009  |
| ----- | ----- | ----- | ----- | ----- | ----- | ----- | ----- | ----- |
| 3 683 | 3 523 | 3 395 | 3 436 | 3 298 | 3 414 | 3 756 | 3 938 | 4 528 |

| 2014  | 2019  | 2022  | - | - | - | - | - | - |
| ----- | ----- | ----- | - | - | - | - | - | - |
| 5 138 | 5 266 | 5 281 | - | - | - | - | - | - |

#### Pyramide des âges
La population de la commune est relativement jeune.
En 2018, le taux de personnes d'un âge inférieur à 30 ans s'élève à 35,6 %, soit en dessous de la moyenne départementale (37,3 %). À l'inverse, le taux de personnes d'âge supérieur à 60 ans est de 24,5 % la même année, alors qu'il est de 23,8 % au niveau départemental.
En 2018, la commune comptait 2 664 hommes pour 2 593 femmes, soit un taux de 50,68 % d'hommes, largement supérieur au taux départemental (48,58 %).
Les pyramides des âges de la commune et du département s'établissent comme suit.
| Hommes | Classe d’âge | Femmes |
| ------ | ------------ | ------ |
| 0,5    | 90 ou +      | 1,8    |
| 5,5    | 75-89 ans    | 8,7    |
| 16,9   | 60-74 ans    | 15,4   |
| 20,6   | 45-59 ans    | 19,9   |
| 19,2   | 30-44 ans    | 20,1   |
| 14,3   | 15-29 ans    | 13,6   |
| 23,0   | 0-14 ans     | 20,4   |

| Hommes | Classe d’âge | Femmes |
| ------ | ------------ | ------ |
| 0,6    | 90 ou +      | 1,8    |
| 6      | 75-89 ans    | 8,6    |
| 15,1   | 60-74 ans    | 16,4   |
| 19,4   | 45-59 ans    | 18,8   |
| 20,1   | 30-44 ans    | 19,3   |
| 19,2   | 15-29 ans    | 17,4   |
| 19,5   | 0-14 ans     | 17,6   |

## Lieux et monuments

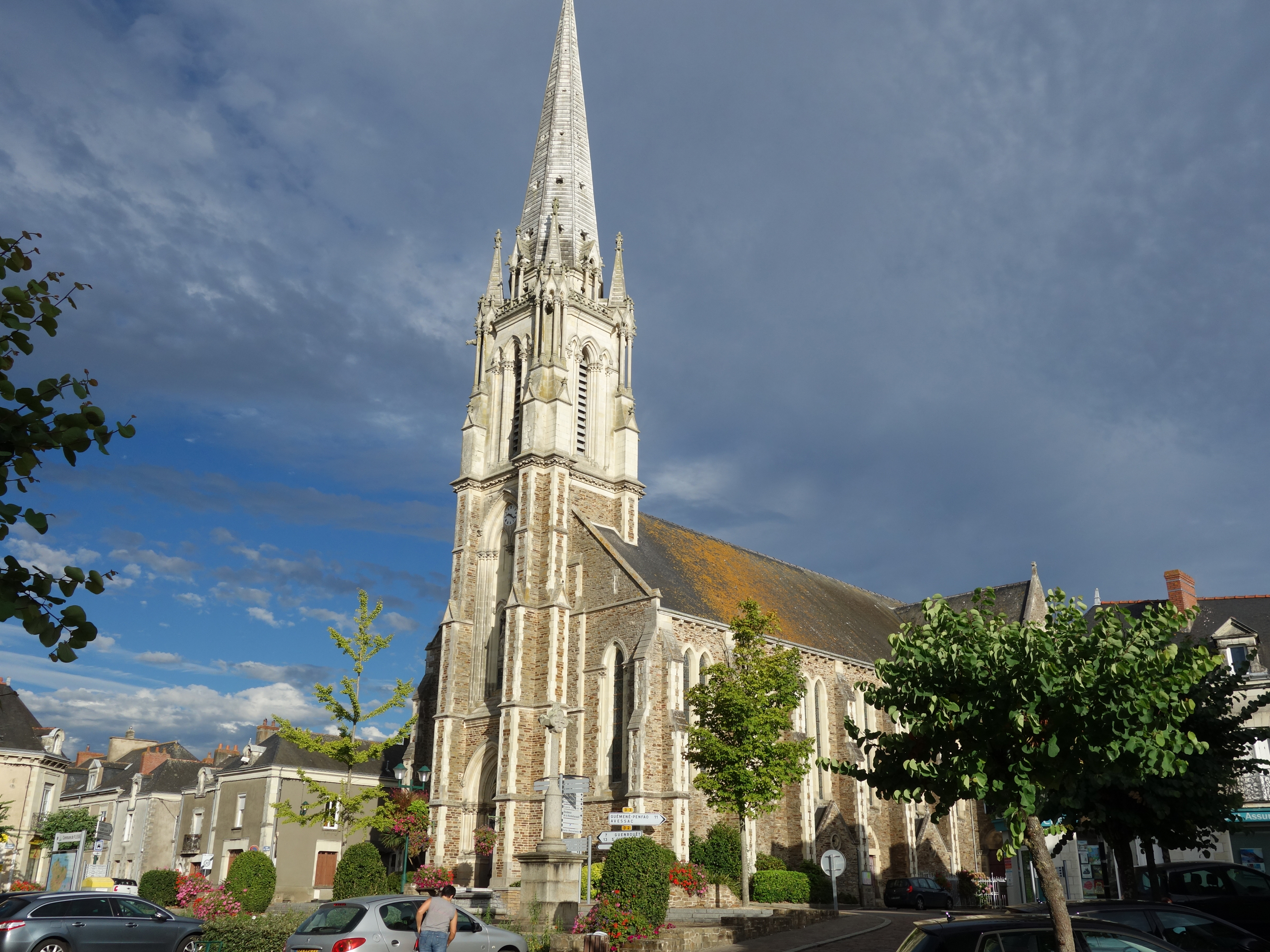
L'église Saint-Pierre

- menhir de la Pierre Folle (sur la D2, près de Saint-Clair et de Guenrouet).
- église Saint-Pierre (1875) : on y voit une statue de saint Clair datant du XVIe ou du XVIIe siècle[39].

La commune compte deux chapelles classées monuments historiques :
- la chapelle du château de Fresnay, dans le bourg de Plessé, a été construite aux XVe et XVIe siècles (inscrite le 11 juillet 1997[40]) ;
- la chapelle de l’ancien château de Carheil[41], au sud-ouest de la commune, a été construite au milieu du XIXe siècle (inscrite le 31 décembre 1980[42]).

## Loisirs et culture
À Plessé, plusieurs sports sont pratiqués, dont :
- le football ;
- le judo[43] ;
- le badminton ;
- le tennis ;
- le multisport.
- téléski nautique : Wake Park Plessé

## Personnalités liées à la commune
- Fine, l'égérie de l'édition 2017 du Salon International de l'Agriculture de Paris, vache de race Bretonne Pie-Noir ; Cédric Briand, son éleveur, présente cette race à petit effectif qui faillit disparaître. Née en mars 2010 à la ferme des Sept chemins à Plessé, Fine est belle et fière, avec son caractère de meneuse et sa robe tachetée noire et blanche. Fine est, en taille, la plus petite vache de France.
- Personnalités nées à Plessé :
  - Jean de Lespinay (1448-1524), noble écuyer, trésorier et receveur général des finances du Duché de Bretagne, Conseiller du Roi de France.
  - Anne-François-Guillaume du Cambout de Beçay (1685-1729), prélat.
  - Pierre Louis du Cambout (12 février 1769 - château de Carheil[41],[42], Plessé † 9 juillet 1837 - château de Carheil, Plessé), 4e marquis de Coislin, homme politique français du XIXe siècle.
  - Lucien Mazan, dit « Petit Breton », (1882-1917)  champion cycliste, vainqueur du Tour de France en 1907 et 1908.
  - Charles Perron (1893-1958), artiste peintre.
  - Michel Manoll (1911-1984), écrivain, poète, ami de René-Guy Cadou.
  - Jérôme Levesque (1919-2017), général et résistant.
  - Clément Guillon (1932-2010), ancien évêque de Quimper.
- Personnalités ayant vécu à Plessé :
  - Catherine de Parthenay, au château de Fresnay.

### Cartographie
Cartes IGN au 1/25 000 
- 1121 Redon (nord-ouest de la commune)
- 1122 Savenay (sud-ouest de la commune)
- 1221 Guémené-Penfao Nozay (est de la commune)